# Омский сельсовет
О́мский сельсовет — муниципальное образование в Заполярном районе Ненецкого автономного округа.
Административный центр — село Ома.

## География
Омский сельсовет находится в Ненецком автономном округе, на берегах рек Ома, Снопа и Вижас.

## Население
| 1999 | 2010 | 2011 | 2012 | 2013 | 2014 | 2015 | 2016 | 2017 |
| ---- | ---- | ---- | ---- | ---- | ---- | ---- | ---- | ---- |
| 1233 | ↘937 | ↗963 | ↘900 | ↘857 | ↘807 | ↗815 | ↘799 | ↗805 |
| 2018 | 2019 | 2020 | 2021 | 2023 |      |      |      |      |
| ↘786 | ↗793 | ↘784 | ↘718 | ↘709 |      |      |      |      |

## Состав поселения
- Вижас (деревня) — 75[4]
- Ома (село, административный центр) — 763[4]
- Снопа (деревня) — 99[4]

## Экономика
Основное занятие населения — оленеводство и молочное животноводство.